# Classe Kresta
Les navires de la classe Kresta équipant la marine soviétique sont classifiés en deux types différenciés par l'apparence relativement semblable mais dont l'équipement diffère. Cette classe regroupe deux projets de développement des croiseurs lance-missiles par la marine soviétique, projet 1134 et projet 1134A; les  codes OTAN étant classés Kresta I et Kresta II.

## Projet 1134/Berkut
Les bâtiments du Projet 1134 Berkout furent développés dans la première moitié des années 1960, à la suite de la décision du Comité Central du PCUS du 30 décembre 1961 qui demandait la construction de navires anti sous-marins (ASM) dotés de missiles antinavires s'inspirant de la classe Kashin (projet 61) et de la classe Kynda. La classe Kresta I (Projet 1134) de croiseurs lance-missiles était composée de quatre bâtiments à l’origine destinés à la lutte antinavires successeure de la Kynda. Les Kresta devaient être capables d'opérer à distance mais aussi d'assurer la protection des escadres et des convois contre les sous-marins et les avions. Le développement fut mené par le bureau d'études PKB Severniy sous la responsabilité de Vasiliy Fedorovitch Anikiev.

### Description et caractéristiques
Bien que considérablement plus grands, plus efficaces et fiables que la classe des croiseurs précédents, la Kynda, les croiseurs lance-missiles Kresta I sont armés de missiles antinavires  SSN-3 déjà présents sur les Kynda, 44 SAN-1 pour le lutte antiaérienne et de 10 tubes lance-torpilles de 533 mm pour la lutte anti sous-marins (ASM).
Ils furent reclassés très tôt comme croiseurs ASM, tout en conservant leurs missiles antinavires prévus. Ils étaient plus aptes à survivre que les Kynda grâce à leur armement secondaire d'autodéfense très important. Les missiles prévus, du type SSN-12 étaient encore au stade des développements en 1964, aussi ce furent les vieux SSN-3 qui les remplacèrent en série. L’armement anti-surface fut réduit au profit des missiles antiaériens en deux batteries de missiles M-11 (Volna/ SA-N-1).
Par ailleurs les Kresta I furent les premiers navires soviétiques à disposer d'un hangar pour hélicoptère pour un Ka-25 "Hormone". Le Ka-25 hormone est utilisé pour diriger le missile de croisière, et des corrections à mi-course.
Sa coque et sa propulsion étaient similaires à celles du Kynda (projet 58).

### Unité de la classe
| Nom               | Chantier naval                     | Mise en chantier | Lancement        | Mise en service   | Commentaire                                     |
| ----------------- | ---------------------------------- | ---------------- | ---------------- | ----------------- | ----------------------------------------------- |
| amiral Zozoulia   | Chantiers de la Baltique Leningrad | 26 juillet 1964  | 17 octobre 1965  | 5 octobre 1967    | Démantelé en 1996                               |
| Vladivostok       | Chantiers de la Baltique Leningrad | 24 décembre 1964 | 1er août 1966    | 1er août 1968     | Démantelé en 1996                               |
| Vice-Amiral Drozd | Chantiers de la Baltique Leningrad | 26 octobre 1965  | 18 novembre 1966 | 27 décembre 1968  | Coulé lors de son voyage pour démantelé en 1992 |
| Sevastopol        | Chantiers de la Baltique Leningrad | 8 mai 1966       | 28 avril 1967    | 25 septembre 1969 | Démantelé en 1991                               |

Les navires servirent dans la Flotte de la mer Noire jusqu'en 1990, les quatre furent retirés du service entre 1990 et 1996, le Drozd et le Sevastopel en 1990 et le Vladivostok en 1991. L' amiral Zozoulia, le plus ancien, resta en service actif jusqu'en 1996, mais son état général était si mauvais qu'il ne prit plus jamais la mer.

## Projet 1134A/BerkutA
Ce projet fut modifié pour permettre à ces navires de servir d’escorte aux porte-hélicoptères de classe Moskva : Moskva et Leningrad. Ce nouveau modèle projet 1134A ou Kresta II  subit plusieurs modifications pour répondre aux conditions pressantes de lutte ASM.

### Description et caractéristiques
Les modifications apportées aux croiseurs sont principalement l’armement : le système anti-sous-marin Silex SSN-14 a été utilisé sur le projet 1134A (Kresta II), remplaçant les quatre missiles antinavires SSN-3 utilisés sur les Kresta I. 
Un hangar d'hélicoptère, conçu pour abriter un Ka-27PL est situé sur la poupe. Une nouvelle propulsion fut installée comprenant deux turbines à gaz de 45 000 ch. 
Il ne fut par contre pas possible d’y installer le sonar Polinom d’une portée de 50 km.
Les changements des dimensions de coque ont fourni à ces croiseurs 38 % de plus d'espace, permettant au Kresta II de porter plus de missiles de défense AA Shtorm et d'Osa-M que les Kresta I  un total de 72 missiles SAN-3 à décollage vertical. Le Kresta II est équipé des canons de calibre 76 millimètres, qui ont remplacé les canons de 57 millimètres des Kresta I.

### Unités de la classe
Ils étaient affectés dans les Flottes de la Baltique au nombre de deux, de l'Arctique (Flotte du Nord) avec 5 unités, et du Pacifique pour les trois derniers. Ils furent mis hors service en 1991, 1992, et 1993 puis vendus pour démolition à des pays étrangers.
| Nom                | Chantier naval                     | Mise en chantier | Lancement         | Mise en service   | Commentaire                          |
| ------------------ | ---------------------------------- | ---------------- | ----------------- | ----------------- | ------------------------------------ |
| Kronchtadt         | Chantiers de la Baltique Leningrad | 30 novembre 1966 | 10 février 1968   | 29 décembre 1969  | Retiré du service entre 1991 et 1994 |
| amiral Isakov      | Chantiers de la Baltique Leningrad | 15 janvier 1968  | 22 novembre 1968  | 28 décembre 1970  | Retiré du service entre 1991 et 1994 |
| amiral Nakhimov    | Chantiers de la Baltique Leningrad | 15 janvier 1968  | 15 avril 1969     | 29 novembre 1971  | Retiré du service entre 1991 et 1994 |
| amiral Makarov     | Chantiers de la Baltique Leningrad | 23 février 1969  | 22 novembre 1970  | 25 octobre 1972   | Retiré du service entre 1991 et 1994 |
| Marchal Vorochilov | Chantiers de la Baltique Leningrad | 20 mars 1970     | 8 octobre 1970    | 15 septembre 1973 | Retiré du service entre 1991 et 1994 |
| amiral Oktyabrskiy | Chantiers de la Baltique Leningrad | 2 juin 1969      | 21 mai 1971       | 28 décembre 1973  | Retiré du service entre 1991 et 1994 |
| amiral Isatchenkov | Chantiers de la Baltique Leningrad | 30 octobre 1970  | 28 mars 1972      | 5 novembre 1974   | Retiré du service entre 1991 et 1994 |
| Marchal Timochenko | Chantiers de la Baltique Leningrad | 2 novembre 1972  | 21 octobre 1973   | 25 novembre 1975  | Retiré du service entre 1991 et 1994 |
| Vasiliy Tchapaev   | Chantiers de la Baltique Leningrad | 22 novembre 1973 | 28 novembre 1974  | 30 novembre 1976  | Retiré du service entre 1991 et 1994 |
| amiral Youmachev   | Chantiers de la Baltique Leningrad | 17 avril 1975    | 30 septembre 1977 | 30 décembre 1977  | Retiré du service entre 1991 et 1994 |